# Ancistrosyllis quellina
Ancistrosyllis quellina är en ringmaskart som beskrevs av Elise Wesenberg-Lund 1962. Ancistrosyllis quellina ingår i släktet Ancistrosyllis och familjen Pilargidae. Inga underarter finns listade i Catalogue of Life.